# 有村涼美
有村 涼美（ありむら すずみ、1999年9月17日 - ）は、日本の元女子バレーボール選手である。

## 来歴
鹿児島県霧島市出身。両親と姉の影響で小学1年生からバレーボールを始めた。
2015年、鹿児島女子高等学校に進学。2年時の2017年1月、全日本高等学校選手権大会（春高バレー）でベスト4の成績を残した。2018年、鹿屋体育大学に進学。3年時の2020年、全日本大学選手権大会（全日本インカレ）で優勝を果たした。
2021-22シーズン、V.LEAGUE DIVISION2 WOMEN（V2女子）に所属するプレステージ・インターナショナルアランマーレの内定選手となった。内定選手としてV2女子の試合に出場し、Vリーグデビューを果たした。
2022年、大学卒業後に、アランマーレに入団した。
アランマーレは2023年にV1昇格を果たし、2023-24シーズン、有村はV1女子の試合に出場し、V1デビューを果たした。
2024年、アランマーレを退団し現役引退。

## 所属チーム
- 鹿児島女子高等学校（2015-2018年）
- 鹿屋体育大学（2018-2022年）
- プレステージ・インターナショナルアランマーレ（2022-2024年）